# سانتا آنا (کالیفرنیا)
سانتا آنا (به انگلیسی: Santa Ana) شهری در جنوب‌غربی ایالت کالیفرنیای آمریکاست.  در ۱۸۶۹ بنیان نهاده شد.
کلیسای کریستال اینجا قرار دارد.